# ران لیوت
ران لیوت (انگلیسی: Ron Leavitt؛ ۷ نوامبر ۱۹۴۷ – ۱۰ فوریهٔ ۲۰۰۸) یک فیلم‌نامه‌نویس، هنرپیشه، و کارگردان اهل ایالات متحده آمریکا بود. وی یکی از تهیه‌کنندگان سریال متأهل...دارای بچه بود.